# Cultura de Romania

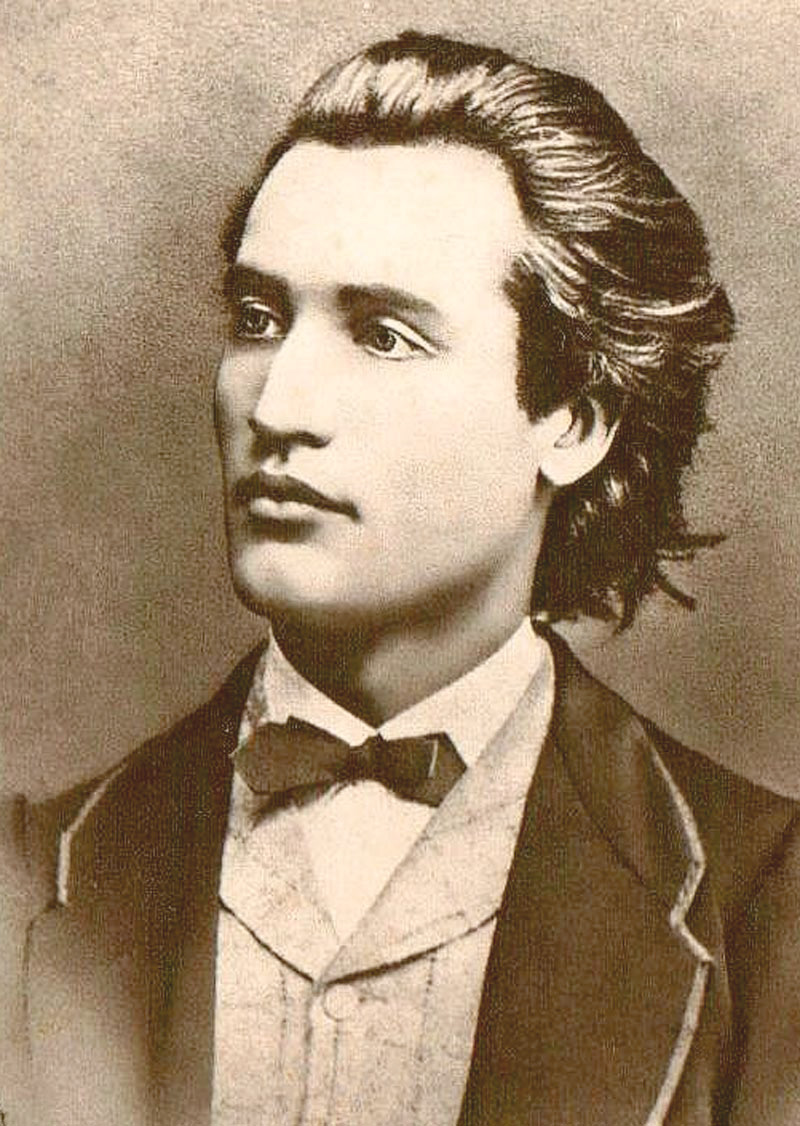
El poeta romanès Mihai Eminescu

La cultura de Romania és la cultura a Romania al llarg de la història. Com els propis romanesos, és fonamentalment definida com el punt de trobada de tres regions: Europa central, Europa de l'Est, i la península Balcànica, sense poder ser inclosa totalment en cap d'aquestes tres.
La identitat romanesa es va formar sobre un substrat d'elements romans i dacis (aquests últims són controvertits), als quals es van unir altres influències. Durant la fi de l'antiguitat i l'edat mitjana, les influències majors van vindre de pobles eslaus que migraren i es van assentar en els actuals països veïns amb Romania (Bulgària, Sèrbia, Ucraïna, i fins i tot Polònia i Rússia); grecs medievals i l'Imperi Romà d'Orient; d'una llarga dominació de l'Imperi Otomà; dels hongaresos i saxons de Transsilvània.
La cultura romanesa moderna va evolucionar més o menys durant els últims 250 anys, amb una forta influència de la cultura occidental, particularment francesa i alemanya, si bé la més recent és la influència britànica i estatunidenca.

## Història

### Època clàssica

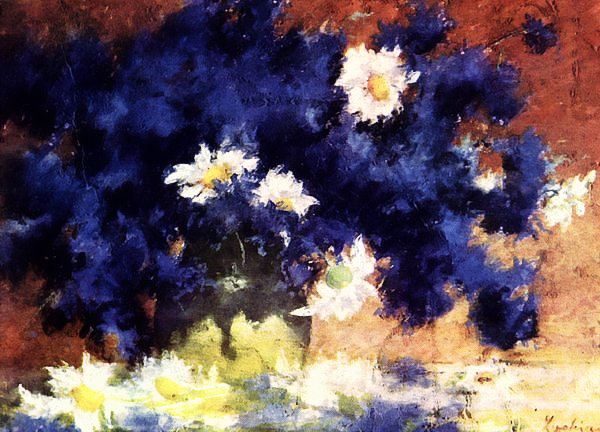
Pintura de Stefan Luchian

Els principats de Transsilvània, Valàquia i Moldàvia van aparèixer als Carpats entre els segles xi i xiv, ocupant el territori corresponent, més o menys, a l'actual Romania. Però no va ser fins a finals del segle xviii quan va néixer un moviment d'emancipació romanesa, la "Şcoala Ardeleană" (escola Transsilvana), que va tenir en compte la cultura de la majoria de romanesos que hi habitaven, posant èmfasi en el seu origen romà i creant l'alfabet llatí modern per a la llengua romanesa.
El 1859 es van unir Valàquia i Moldàvia, consolidant la cultura romanesa, per exemple per mitjà de l'augment d'establiments culturals romanesos i la fundació d'universitats romaneses a Iasi i Bucarest. El rei Carles I de Romania i la seva dona Elisabet van patrocinar nombroses manifestacions d'art de Romania. El 1863, es va fundar el cercle literari Junimea, de gran impacte cultural i que publicava regularment el Convorbiri Literare, en què escrivien autors de la talla del poeta romàntic Mihai Eminescu, el narrador Ion Creangă o el dramaturg Ion Luca Caragiale. Entre 1898 i 1904, hom va publicar una Enciclopèdia romanesa.
En les arts plàstiques i escèniques de l'època es pot destacar, entre d'altres, els pintors Nicolae Grigorescu i Ştefan Luchian, o el compositor Ciprian Porumbescu.

### Edat d'or
L'època daurada de la cultura de Romania es considera que és la primera meitat del segle xx.
En aquesta època, va haver-hi bàsicament dos moviments de pensament enfrontats, els tradicionalistes i els occidentalitzants, de tendència europea de l'oest. En la literatura, destaca el dramaturg i filòsof Lucian Blaga entre els primers i Eugen Lovinescu en els segons. Altres escriptors remarcables són George Călinescu, per exemple, i Camil Petrescu, Mihail Sadoveanu o Mihail Sebastian. Alguns poetes en són Mihai Eminescu, Tudor Arghezi, George Topîrceanu, el simbolista George Bacovia i els dadaistes Tristan Tzara i Marcel Janco.
En la filosofia, hi ha Mircea Vulcănescu, Dimitrie Gusti, Alexandru Dragomir, o Vasile Conta.
En les belles arts, cal destacar l'escultor abstracte Constantin Brâncuşi. Dins de la pintura, hom pot mencionar Nicolae Tonitza, Camil Ressu, Francisc Şirato, Ignat Bednarik, Lucian Grigorescu o Theodor Pallady.
En les arts escèniques, són representatius els compositors George Enescu i Constantin Dimitrescu, el pianista Dinu Lipatti i l'actriu Lucia Sturdza Bulandra.

## Tradicions

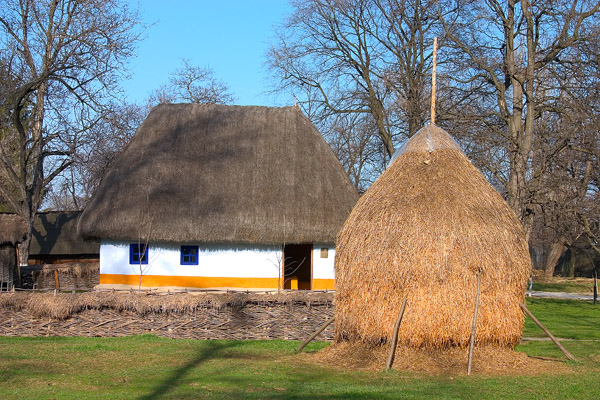
Casa de pagès tradicional

La cultura popular i les tradicions romaneses sobreviuen fortament gràcies al caràcter rural de les comunitats que hi viuen. Les arts tradicionals vigents actualment inclouen la talla de fusta, ceràmiques, teixits i costura d'indumentària, decoració domèstica, arquitectura tradicional, balls i danses (el Căluşari, per exemple, ha estat declarat patrimoni intangible de la humanitat per la UNESCO), i música tradicional molt variada. La majoria del que se sap sobre aquestes arts està recollit al Museu Camperol Romanès i a l'Acadèmia Romanesa.
Tradicions molt antigues, d'abans del cristianisme, que avui perduren, són per exemple els paparuda, encanteris relacionats amb la pluja que es fan a l'estiu. A l'hivern, destaquen manifestacions culturals de màscares i teatre, com l'ursul (en català, l''os') o la capra (la 'cabra').

## Cultura popular

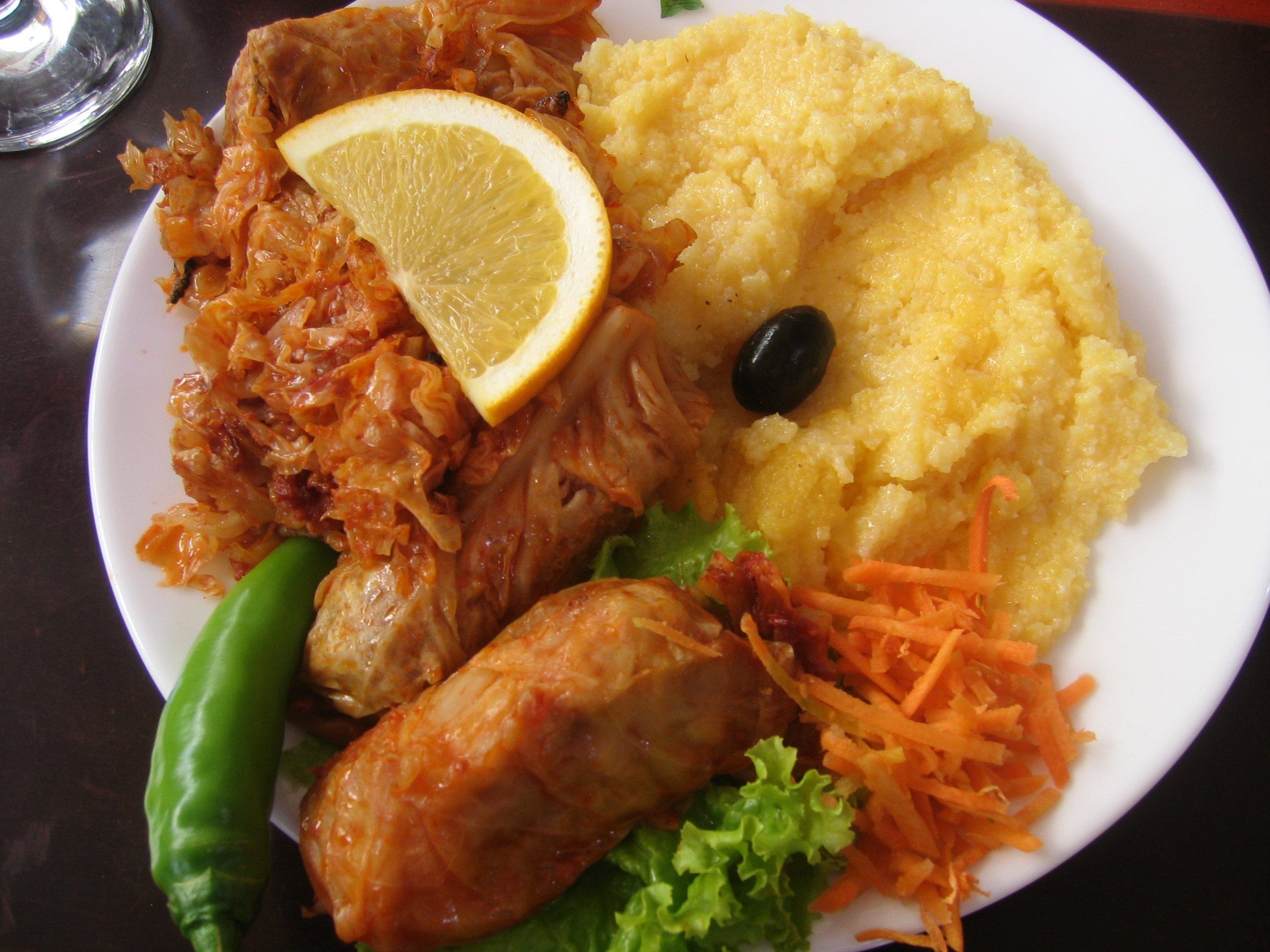
Els farcellets de col amb mamaliga són un plat molt típic de la cuina popular romanesa

La literatura popular de Romania és molt rica i variada. Inclou nombrosos contes (El príncep blanc, La filla del vell i la filla de la vella, etc.), llegendes, cançons (nadales, balades d'amor, etc.) i poemes que han estat transmesos oralment de generació en generació. Ion Creangă i Petre Ispirescu van recollir un bon nombre de contes populars.
Als romanesos, els agrada molt menjar i fer-ho bé. La gastronomia romanesa té les mateixes influències que la resta de la seva cultura, és a dir, una base europea mediterrània, especialment oriental (Bulgària, Grècia, Turquia), influenciada pels veïns, com ara Àustria, Hongria o Rússia. Comparteix amb altres cuines mediterrànies les panades i les mandonguilles o boletes de carn picada, les albergínies al forn amb sofregit i carn (mussaca), i fins i tot la sopa ciorbă, que és molt semblant a la xorba marroquina. La mamaliga és molt tradicional i habitual, semblant al farro català i la polenta italiana. De les fruites, destaca especialment la pruna; i verdures es mengen cada dia. La carn més habitual és el porc; la vedella es menja menys però també és apreciada i, per exemple, s'empra per al pastrami, i el xai es reserva per a dies de festa o àpats importants. Per Pasqua és tradicional pintar i decorar ous. Pel Nadal, tradicionalment es matava un porc i se'n feien botifarres (mici) i altres preparacions; de postres, és típic el pa dolç de nous (cozonac) i les gominoles casolanes de fruites o rahat. La beguda per antonomàsia és el vi, tot i que es fan aiguardents de pruna i, als bars, la cervesa alemanya és bastant habitual també.